# Мосян Тунсю
Мося́н Тунсю́ (кит. упр. 墨香铜臭, пиньинь Mòxiāng Tóngxiù) — китайская писательница фэнтезийных романов в жанре даньмэй. Начала публиковаться на китайской литературной онлайн-платформе «Цзиньцзян».

## Псевдоним
По словам автора, она придумала свой псевдоним, опираясь на слова матери: Мосян Тунсю хотела изучать литературу в колледже, а её мать настаивала на том, чтобы она изучала экономику. Её мать сказала, что «чувствует запах чернил в одной руке и запах денег в другой». 墨香 (Мо Сян) означает «аромат туши (для письма)», а 铜臭 (Тун Сю) — фраза, означающая «запах денег».

## Романы
- «Система „спаси себя сам“ для главного злодея»[2] (кит. 人渣反派自救系统, пиньинь. Rén Zhā Fǎn Pài Zì Jiù Xì Tǒng, англ. The Scum Villain's Self-Saving System или англ. Scumbag System, также «Система самоспасения негодяя») опубликован в 2014 году[3]. Аниме-адаптация, анонсированная на лето 2020 года[4], начала выходить в сентябре 2020 года на канале We TV (под названием кит. 穿书自救指南)[5].
- «Магистр дьявольского культа» (кит. 魔道祖师, пиньинь. Mó Dào Zǔ Shī, русск. также «Основатель тёмного пути») опубликован в 2015 году. В 2018—2021 годах вышла одноимённая дунхуа из трёх сезонов[6]. В 2019 году по мотивам романа выпустили телесериал «Неукротимый: Повелитель Чэньцин», в главных ролях Сяо Чжань и Ван Ибо;
- «Благословение небожителей» (кит. 天官赐福, пиньинь. Tiān Guān Cì Fú) опубликован в 2017 году[3]. Одноимённая дунхуа начала выходить с 31 октября 2020 года[7][8][9].

По всем романам созданы их графические адаптации-маньхуа и аудиоверсии на китайском языке.

## Популярность
По данным Всероссийского книжного рейтинга за первое полугодие 2022 года роман Мосян Тунсю «Благословение небожителей» вошёл в пятёрку бестселлеров (по общему рейтингу, а также в категории художественной литературы). По данным издательства «Эксмо», тираж первого тома «Благословения небожителей» в России составил 200 тысяч экземпляров, второго — 120 тысяч экземпляров.
По данным Publishing Perspectives за 2022 год, перевод романа «Благословение небожителей» на английский вошёл в десятку самых популярных книг. В 2023 году издательство Seven Seas Entertainment выпустило английский перевод маньхуа «Основатель тёмного пути» с рисунками Лоди Чэнцю.
В Великобритании в 2024 году Мосян Тунсю вошла в топ-25 самых продаваемых авторов, общие продажи её книг за год составили более 997 тысяч фунтов.